# 국립 소피아 왕비 예술센터
국립 소피아 왕비 예술센터(스페인어: Museo Nacional Centro de Arte Reina Sofía)는 스페인 마드리드에 있는 국립 미술관이다. 줄여서 소피아 왕비 미술관으로 불리기도 하며, 당시 스페인의 왕비인 소피아 왕비의 이름을 따서 명명되었다. 20세기 및 현대 미술 관련 미술품을 소장하고 있다.
원래 종합 병원이었던 건물을, 호세 데 에르모시야가 설계를 시작해 프란체스코 사바티니가 계승한 19세기 신고전주의 양식의 웅장한 건물로 마드리드 아토차역 부근에 위치해 있다. 이 미술관은 프라도 박물관, 티센 보르넨미사 미술관과 함께 마드리드의 예술 삼각형이라고 불리고 있다.

## 역사
1952년부터 건축가 호세 루이스 페르난데스 델 아모를 필두로 한 예술가 집단은 정부에 프라도 미술관에 전시할 여력이 없는 현대 미술작품을 위한 스페인 현대 미술관을 개설해 줄 것을 요구했고, 이에 마드리드의 국립 도서관 건물의 아래층들에서 19세기와 20세기 작품들을 전시하기 시작했으며, 페르난데스 데 아모는 1959년부터 이에 대한 첫 디렉터를 맡게 된다.
이후에 이 작품들은, 1986년 소피아 왕비 미술관이 건축되기까지 마드리드 시립대학교의 건물로 옮겨져 전시된다. 그 후 이 작품들 중 상당수는 (특히 20세기 작품들) 현 건물이 완공되면서 다시 옮겨지게 되고, 시립대학교의 건물은 복구 후, 의상박물관으로 재개관하게 된다.
이 미술관은 1986년 5월 26일에 스페인 소피아 왕비에 헌정되어, 공식적으로 '소피아 왕비 예술 센터(Centro de Arte Reina Sofía)'으로 명명되었고, 2년 후인 1988년 5월 27일에 공식적으로 '국립 소피아 왕비 예술센터 박물관(Museo Nacional Centro de Arte Reina Sofía)'으로 명명된다. 이후 1992년 5월 10일, 전신인 스페인 현대 미술관(Museo Español de Arte Contemporáneo:MEAC)의 소장품과 함께 대중에게 공개되었다. 소피아 왕비 예술센터는 스페인 문화부에 소속된 자치 기관이다.

## 소장품
시계열적으로, 소피아 왕비 예술센터의 소장품들은 19세기까지의 예술품을 소장하는 프라도 박물관의 연장선상에 있다. 1995년 5월 17의 법령에 따라, 프라도와 소피아 왕비 미술관에 있는 스페인 정부가 소유하고 있는 소장품들이 피카소가 탄생한 해인 1881년을 기준으로 재배치가 이루어졌는데, 이 기준은 너무 경직되어 있다는 의견과 함께, 그 때 당시 있었던 고야와 소로야를 포함하기로 했던 소피아 왕비 예술센터의 결정을 약화시킨다는 논란을 불러일으켰다.
전체주의와 공공기관에 의해 습관적으로 무시되었던 스페인의 현대 미술의 궤적은 소피아 왕비 예술센터의 국제적 소장품에 대한 한계와 공백을 설명하고 있다. 이미 책임자들은 뉴욕현대미술관, 테이트 모던, 퐁피두 센터가 갖추고 있는 20세기의 작품을 소피아 왕비 예술센터에 추가하는 것은 불가능하다고 가정하고 있으며, 그래서 이 박물관은 스페인 현대 미술과, 피에르 보나르에서 루이스 부르주아에 이르는 현재 활동하고 있는 국제적 작가들과 관련된 작품에 중점을 두고 있다.
박물관의 소장품들은 회화 4,000점, 조각 1,400점, 드로잉 약 3,000점, 판화 5,000여점, 사진 2,600점과 비디오 30점, 약 30개의 설치미술과 많은 영상예술, 100 여개의 장식예술과 30 여개의 건축을 포함하여 약 16,200점 정도이다. 이 중 약 2% 만이 전시되고 있으며, 한편으로는 미술관을 완성하기 위해서 3자로부터 대여해온 작품들도 있다.

### 20세기 초
소장 작품들은 세기의 전환기에 있던 작가들의 작품과 함께 시작하는데, 라몬 카사스, 이그나시오 술로아가, 이시드로 노넬, 호아킨 미르, 후안 그리스, 훌리오 곤살레스 등이 포함되어 있다. 연대순보다 화풍에 따른 기준에 따라, 제외된 소로야(현재는 타 기관에서 대여를 통해 해결) 같은 화가들은 제외되었다.

### 피카소, 달리, 미로
소피아 왕비 예술센터는 파블로 피카소, 살바도르 달리와 같은 거장들의 훌륭한 소장품으로 알려져 있다. 이 중 가장 널리 알려진 작품은 수차례의 예비 드로잉과 함께 보존된 게르니카인데, 이 작품은 몇 십년 동안 뉴욕 현대 미술관이 보관하고 있다가 1981년 스페인으로 돌아오게 되는데, 최초에는 부엔 레티로 궁에 보관되어 있다가, 1992년 이 미술관으로 옮겨지게 된다.
소피아 왕비 미술관에서 피카소의 존재는 최근 구입한 주요 작품 등을 통해 점차적으로 다른 작품과 함께 강화되고 있다. 가장 오래된 작품으로는, 1901년의 '파란 옷을 입은 여인'이 있으며, 이 외에도 약간의 피카소의 입체파, 초현실주의 작품들과, 1930년대의 다양한 중요한 작품 및 만년에 그린 화가와 모델을 테마로 한 3개의 대작, 그리고 그의 주요한 조각 작품 등을 소유하고 있다.
피카소와 달리외에도, 호안 미로의 작품 또한 유명한데, 이 작품들의 일부는 그의 부인인 필라르 훈코사에 의해 대여되었다.

### 외국 작가들
스페인 작가들 외에도 조르주 브라크, 알렉산더 콜더, 르네 마그리트, 막스 에른스크, 로이 리히텐슈타인, 프랜시스 베이컨 등의 작품이 전시되어 있다.

### 2009: 재정비
새롭게 임명된 예술센터 관장인 마누엘 보르하-비옐의 계획에 따라, 2009년 5월 28일 소피아 왕비 예술센터는 20년 간의 심도 있는 계획인 영구 전시 작품의 재정비를 발표했다. 이에 따른 주요한 계획으로는, 프라도에서 고야의 작품을 대여하여 전시하는 등 기존의 연대적 시계열적 기준을 깨뜨리고, 작품을 섞어 테마에 따른 전시관을 마련하며 새로운 작품과 보관중인 작품을 편입시키는 것이 포함되어 있다. 고야는 현대 미술의 선구자로 불리지만, 현재까지는 기존의 연대적 한계로 인하여 소장품에서 제외되어 왔었다.
이 새로운 정비는 1930년대까지의 작품으로 사바티니 관의 3층에서 시작되어, 60년대까지의 작품이 있는 같은 건물의 5층까지 확장된다. 이 흐름은 누벨 관의 2층까지 흘러, 최근작이 전시되어 있는 이 누벨관의 1층에서 종결된다.

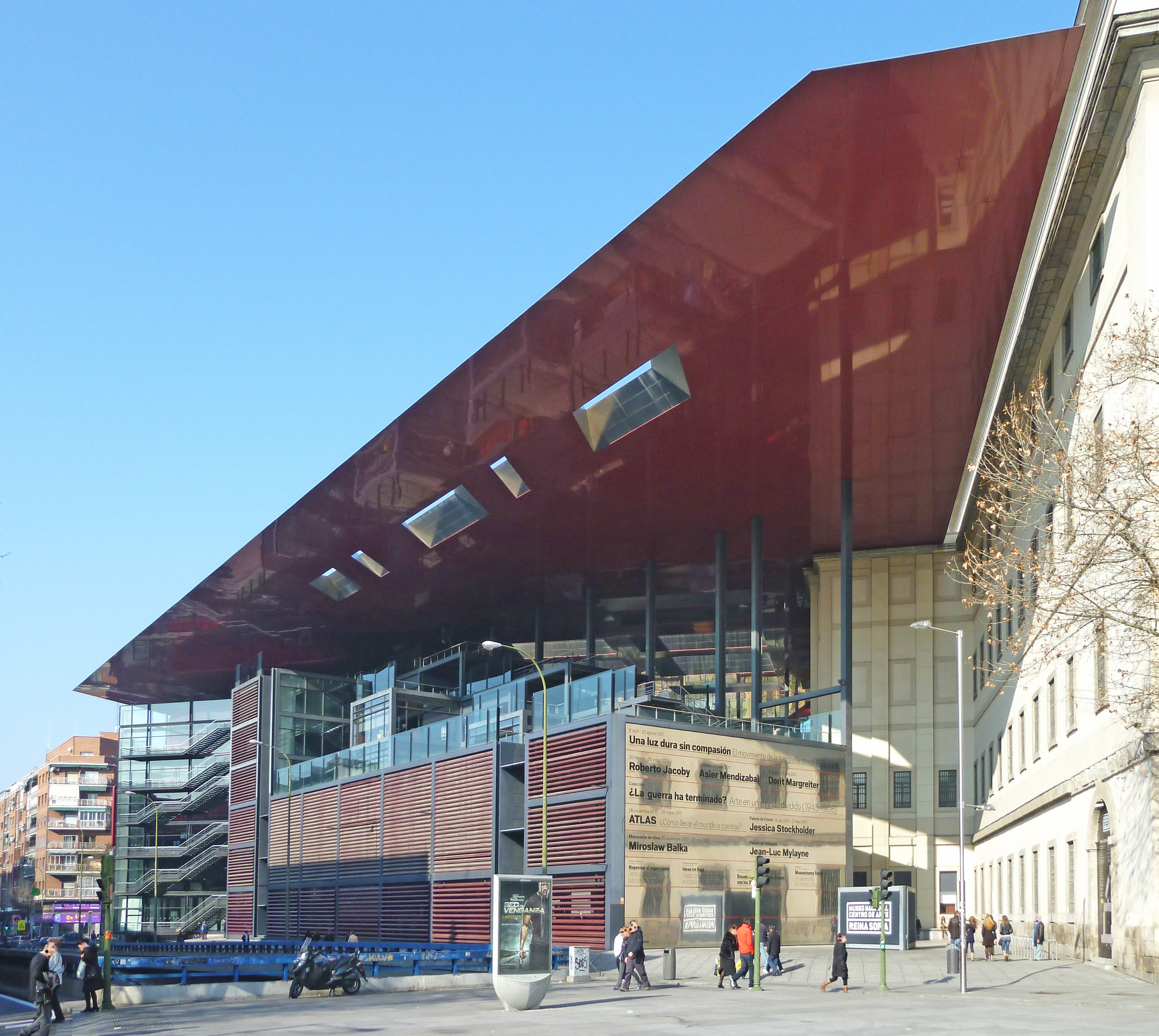
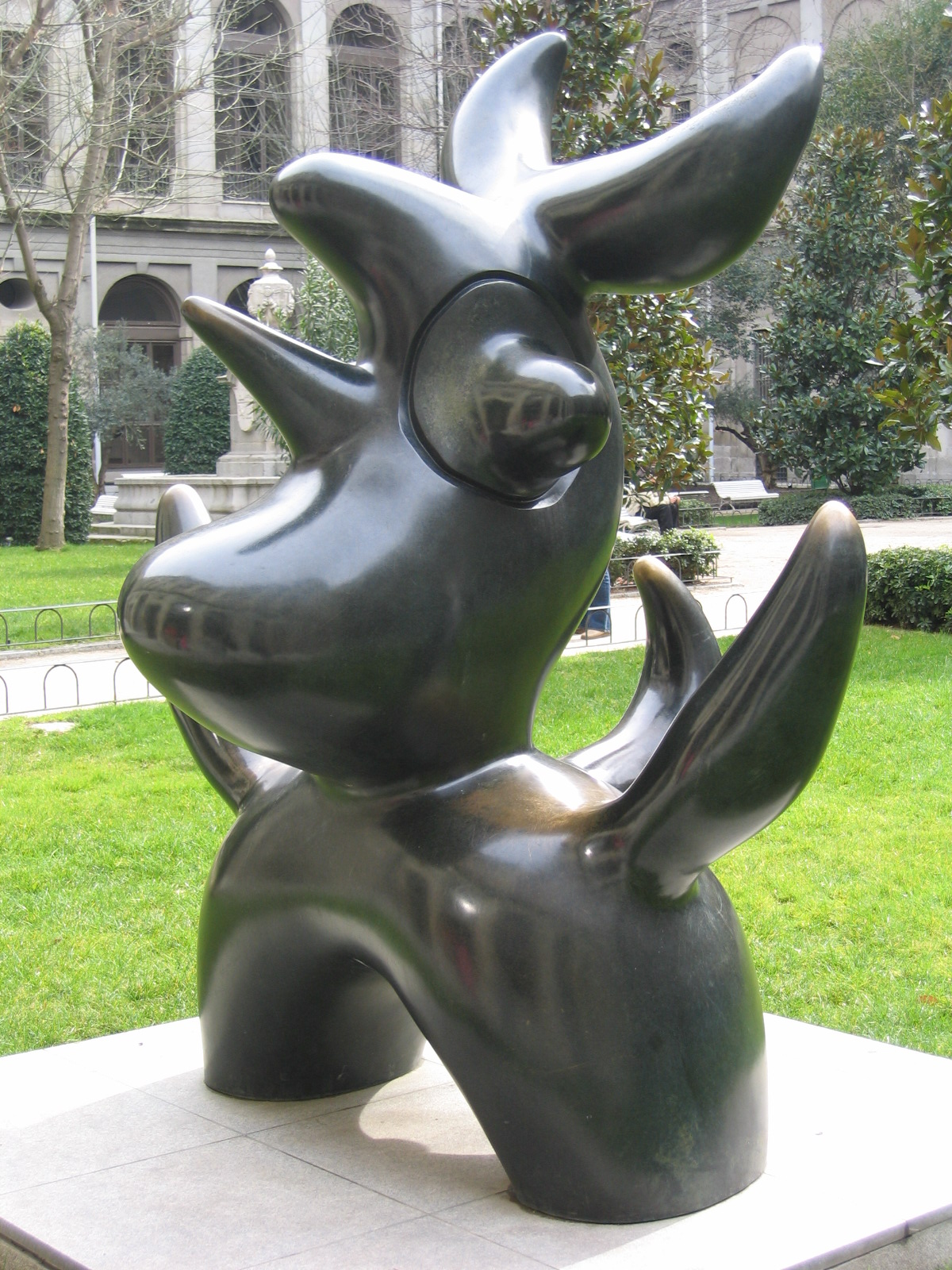
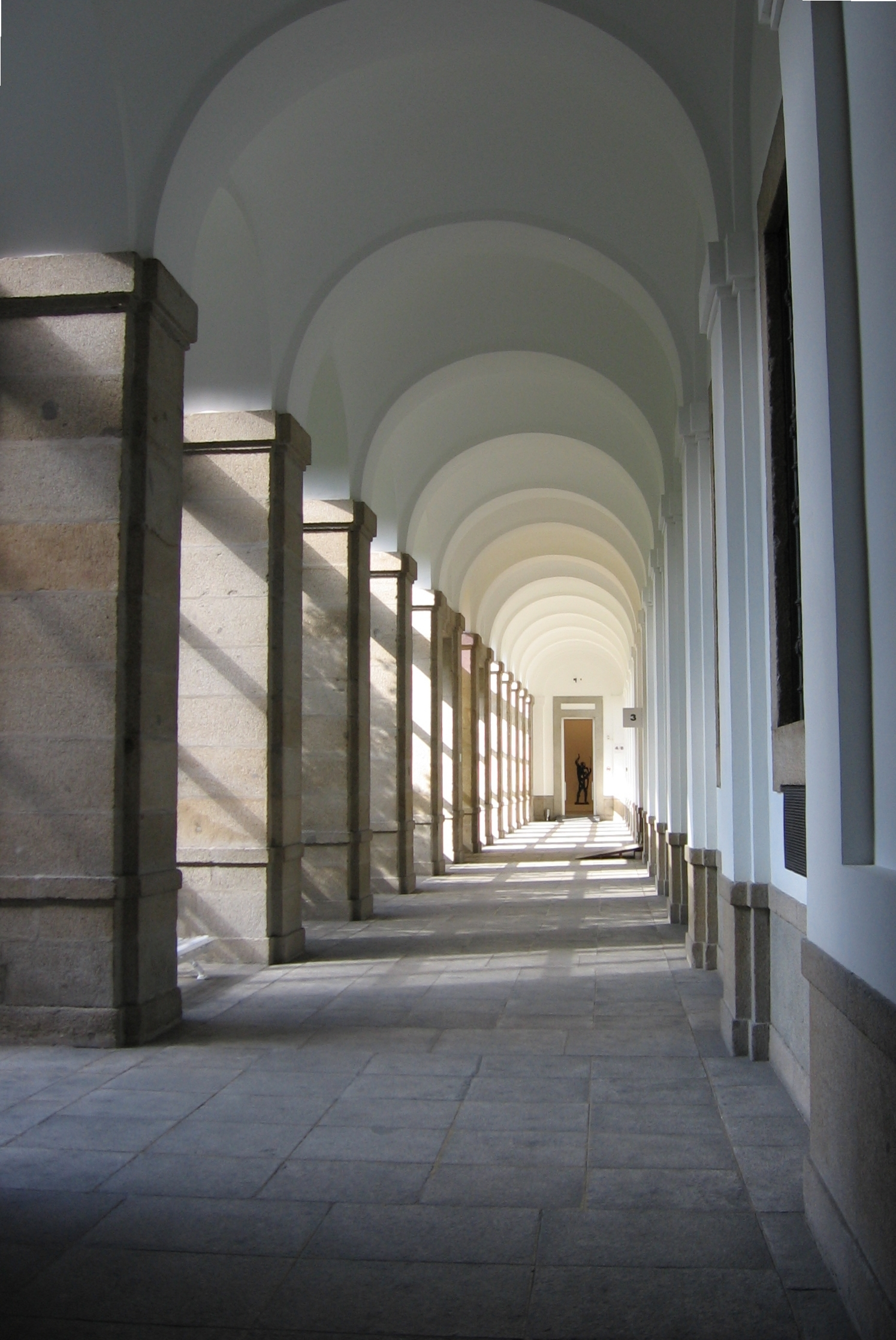
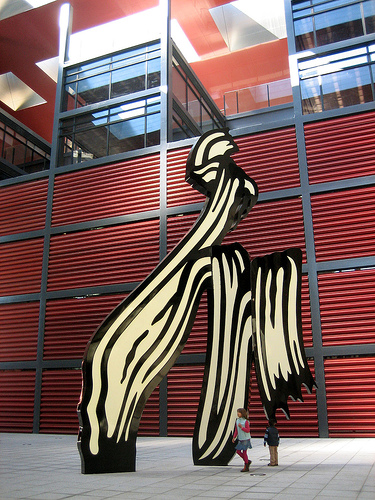
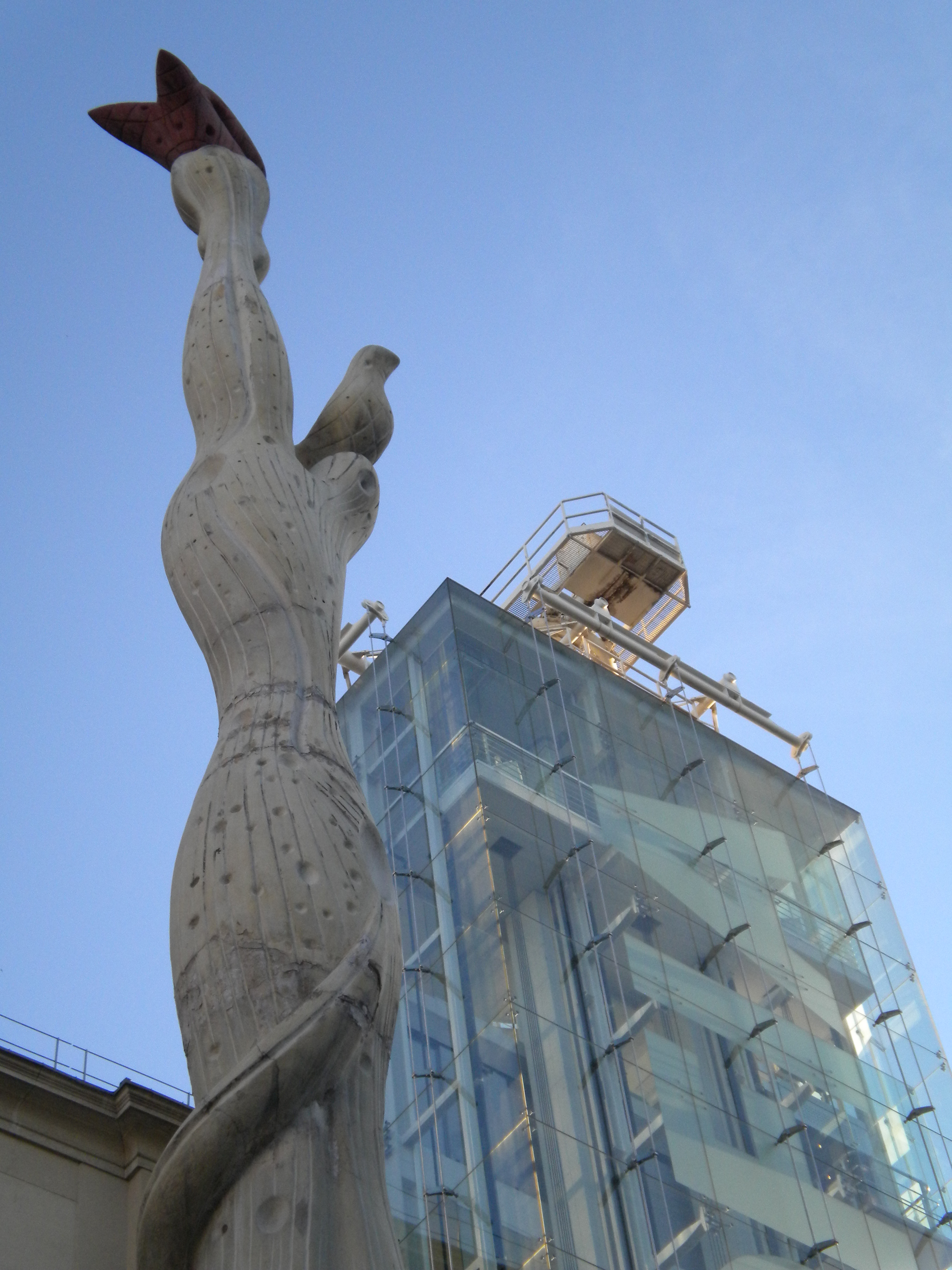
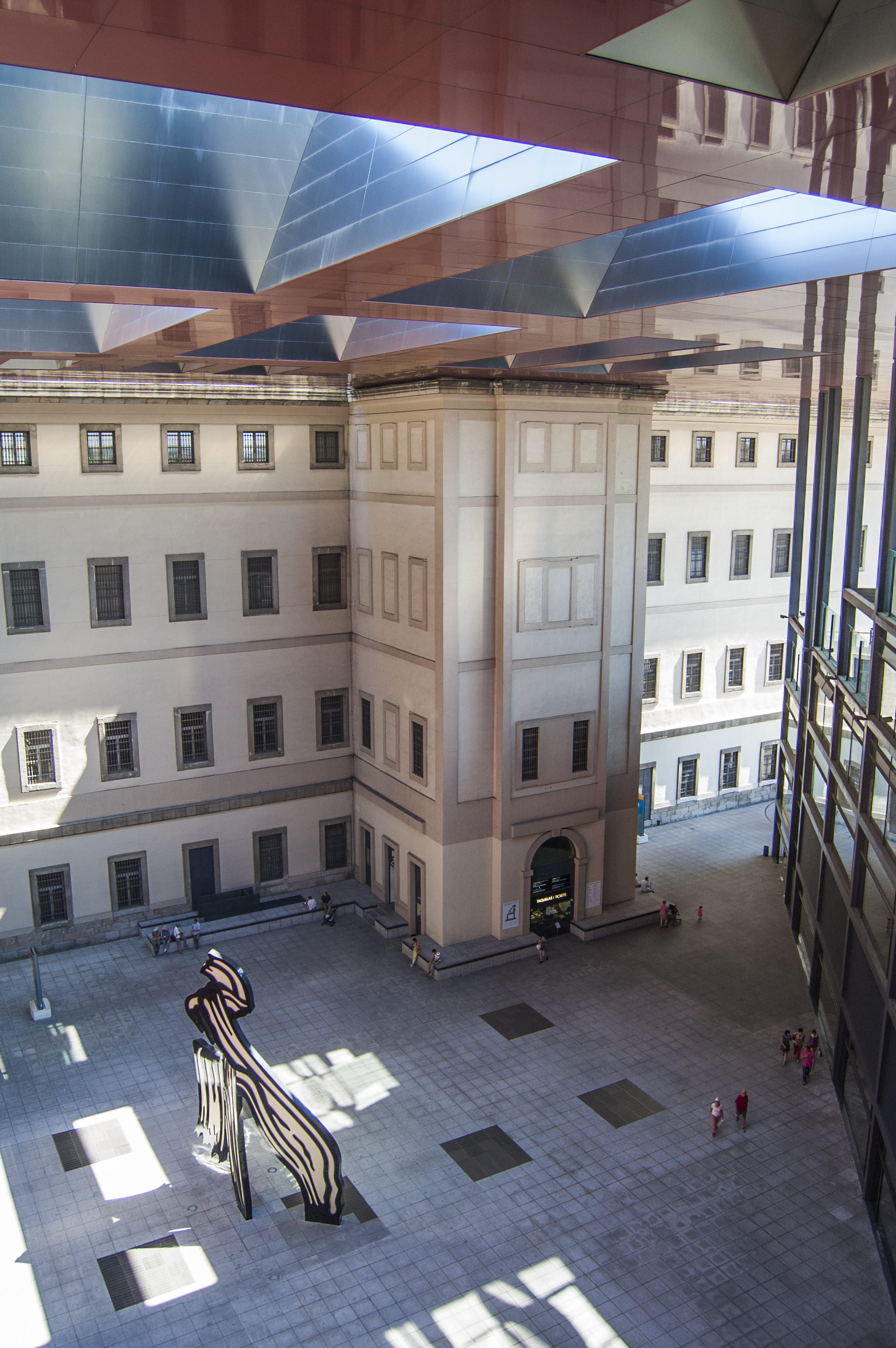

## 같이 보기
- 가장 큰 미술관 목록